# 戈特弗里德·克里斯蒂安·萊許
戈特弗里德·克里斯蒂安·萊許（德語：Gottfried Christian Reich，1769年7月19日—1848年1月5日）是一名德國內科醫生，先後在埃朗根大学和柏林大學擔任醫學教授。他將多部英文醫學著作翻譯成德文。他對自然歷史也很感興趣，並編輯了兩份短期期刊，一份是關於動物王國，另一份是關於植物。

## 生平
萊許出生於文西德附近馬克特洛伊滕的凱瑟哈默（Kaiserhammer）狩獵小屋。他曾在耶拿和埃朗根學習醫學，並於1793年以一篇題為《Brevis epidemiae variolosae Arzbergensis anni 1791 delineatio》的論文獲得博士學位。之後他成埃朗根大学的醫學教授。他將多部醫學著作從英文翻譯成德文，並在1796年撰寫了關於牛瘟的論文。他還編輯了有關植物和動物的期刊，描述了兩種新昆蟲和一種蜂鳥品種。他還寫過關於發燒的文章，並提出發燒是由化學原因引起的，特別是氮的增加和氧的減少，並建議使用酸來治療。他聲稱他的研究結果是無懈可擊的，而他的聲稱也廣為流傳。1799年，普魯士政府要求他在柏林的夏里特醫院進行一些實驗來證明這一點。實驗結果於1801年發表，並獲得好評，他也因此獲得退休金。他還開了講座，並於1800年搬到柏林。柏林大學成立時，他被派任醫學教授，並在那裡工作至逝世。

## 外部連結
- Magazin des Thierreichs
- Magazin des Pflanzenreichs
- Mantissae insectorvm iconibvs illvstratae species novas avt nondvm depictas exhibentis (1797)
- On fever and its treatment in general (1801) (English translation by Caleb Hillier Parry) German original
- Die Cholera in Berlin (1831)